# Robert Dinwiddie

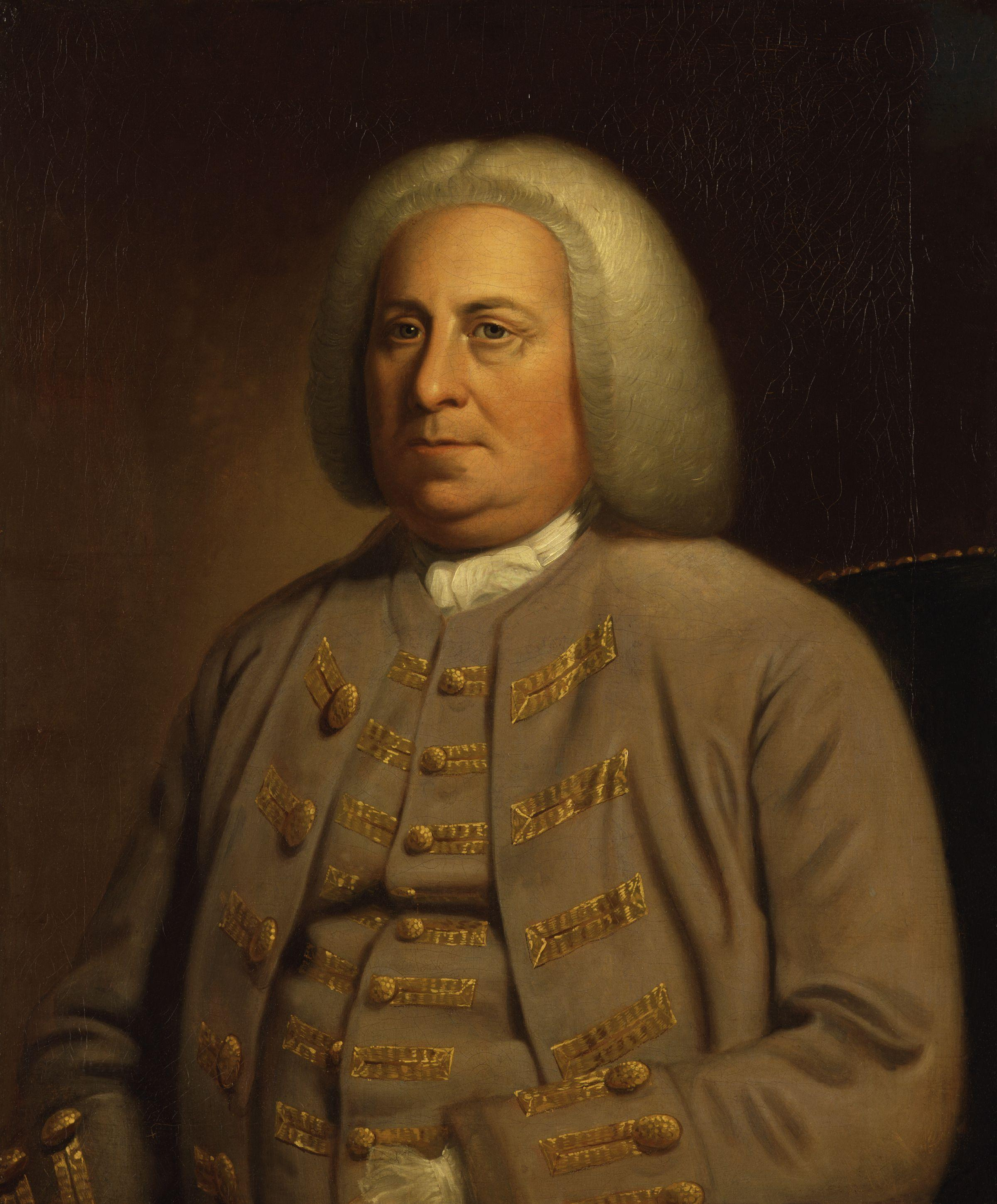
Robert Dinwiddie cirka 1760.

Robert Dinwiddie, född 1693 i Germiston, utanför Glasgow, Skottland, död 1770 i Bristol, England, var en skotsk köpmansson vilken blev tulltjänsteman och slutade som guvernör i Virginia. Som guvernör och som direktör i Ohiokompaniet var han ansvarig för den politik som ledde till det fransk-indianska krigets utbrott 1754.

## Tulltjänstemannen
Robert Dinwiddie utbildades som lärling i ett köpmanshus och verkade sedan som köpman innan han 1727 utnämndes till tullförvaltare på Bermuda. Där uppmärksammades han för sin flit och sitt tjänstenit, vilket ledde till att ett sedan länge förekommande i system satt underslev avslöjades, och han befordrades 1738 till generaltullförvaltare för det södra distriktet i Brittiska Amerika. Hans verksamhetsområde omfattade kolonierna Maryland, Virginia, North Carolina, South Carolina, Georgia, Brittiska Västindien och Bermuda. I varje koloni utnämndes han också ex officio till ledamot av den lagstiftande församlingens överhus. Dinwiddie slog sig ned i Virginia. 1743 fick han ett särskilt uppdrag som generalinspektör att utreda tullväsendet på Barbados och avslöjade där en mycket omfattande förskingringshärva.

## Guvernören
1749 var Robert Dinwiddie tillbaka i Storbritannien och verksam som köpman i London. När generallöjtnanten Lord Albemarle blev utnämnd till kunglig guvernör över kolonin Virginia betraktade han ämbetet som en sinekur och insatte Dinwiddie som viceguvernör. Lord Albemarles efterträdare, generalmajoren Lord Loudon behöll Dinwiddie som ställföreträdare. Som viceguvernör var han ingalunda underställd sin guvernör utan han utövade på egen hand ämbetet, fattade egna beslut och var själv i direktkontakt med regeringen och kolonialmyndigheterna i London. Dinwiddie är därför i den historiska litteraturen vanligen omnämnd som guvernör över Virginia. I Virginia kom Dinwiddie i konflikt med den lagstiftande församlingens underhus, därför att han insisterade på att brukarna av förlänad jord skulle erlägga avrad till kronan, vilket drabbade över en miljon tunnland jord vilken framförallt innehades av den koloniala eliten.

## Fransk-indianska kriget
Ohiokompaniet, där Robert Dinwiddie sedan 1752 var den ledande medlemmen, bedrev med Londonregeringens stöd en offensiv handels- och militärpolitik i Ohiodalen. Kompaniet anlade handelsstationer och utsynade lämpliga platser för nybyggare. Området betraktades dock av fransmännen som tillhörande Nya Frankrike och som svar på vad dessa ansåg som Ohiokompaniets aggression började de anlägga en försvarslinje längs Venangoleden. 1754 började Ohiokompaniet bygga en skans där Monongahelafloden flyter samman med Alleghenyfloden för att bilda Ohiofloden. En fransk-kanadensisk truppstyrka tvingade dock kompaniet att avbryta sina arbeten och istället började de anlägga Fort Duquesne på platsen. Dinwiddie beordrade därför överstelöjtnanten i Virginiaregementet George Washington att med en truppstyrka avhysa fransmännen. Washingtons genomförande av detta uppdrag ledde till de skott som utlöste det fransk-indianska kriget. Under kriget var förhållandena mellan guvernören och kolonins underhus mer harmoniska eftersom bägge strävade efter seger. Den utarbetade Dinwiddie tog avsked i slutet på 1757 och återvände i början på nästa år till Storbritannien.